# Karolina Bosiek
Karolina Bosiek (Tomaszów Mazowiecki, 20 de febrero de 2000) es una deportista polaca que compite en patinaje de velocidad sobre hielo.
Ganó dos medallas de bronce en el Campeonato Mundial de Patinaje de Velocidad sobre Hielo en Distancia Individual, en los años 2024 y 2025, y dos medallas en el Campeonato Europeo de Patinaje de Velocidad sobre Hielo en Distancia Individual, en los años 2022 y 2024.
Participó en dos Juegos Olímpicos de Invierno, ocupando el séptimo lugar en Pyeongchang 2018 y el octavo en Pekín 2022, en la prueba de persecución por equipos.

## Palmarés internacional
| Campeonato Mundial en Distancia Individual | Campeonato Mundial en Distancia Individual | Campeonato Mundial en Distancia Individual | Campeonato Mundial en Distancia Individual |
| Año                                        | Lugar                                      | Medalla                                    | Prueba                                     |
| ------------------------------------------ | ------------------------------------------ | ------------------------------------------ | ------------------------------------------ |
| 2024                                       | Calgary (Canadá)                           | Medalla de bronce                          | Velocidad por equipos                      |
| 2025                                       | Hamar (Noruega)                            | Medalla de bronce                          | Velocidad por equipos                      |
| Campeonato Europeo en Distancia Individual |                                            |                                            |                                            |
| Año                                        | Lugar                                      | Medalla                                    | Prueba                                     |
| 2022                                       | Heerenveen (Países Bajos)                  | Medalla de oro                             | Velocidad por equipos                      |
| 2024                                       | Heerenveen (Países Bajos)                  | Medalla de plata                           | Velocidad por equipos                      |